# الیزابتا پرزیوسا
الیزابتا پرزیوسا (به انگلیسی: Elisabetta Preziosa) ژیمناست زادهٔ ۲۱ سپتامبر ۱۹۹۳ میلادی اهل کشور ایتالیا است.

## جستارهای وابسته

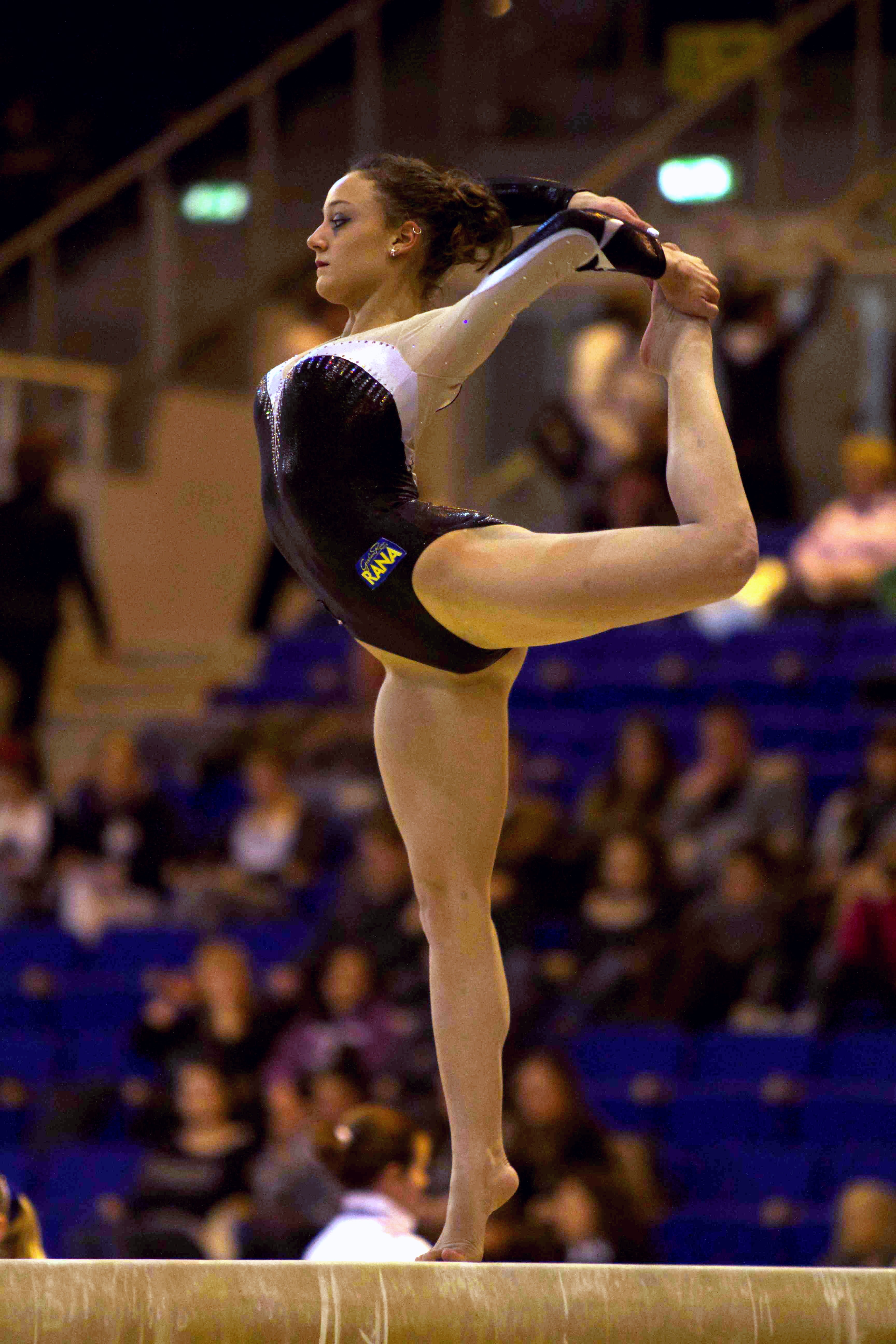